# Хшаново (Поморське воєводство)
Хшаново (пол. Chrzanowo, нім. Krahnsfelde) — село в Польщі, у гміні Ленчиці Вейгеровського повіту Поморського воєводства.
Населення — 197 осіб (2011).
У 1975-1998 роках село належало до Гданського воєводства.

## Демографія
Демографічна структура станом на 31 березня 2011 року:
|          | Загалом | Допрацездатний вік | Працездатний вік | Постпрацездатний вік |
| -------- | ------- | ------------------ | ---------------- | -------------------- |
| Чоловіки | 99      | 31                 | 60               | 8                    |
| Жінки    | 98      | 32                 | 50               | 16                   |
| Разом    | 197     | 63                 | 110              | 24                   |